# RiffReporter
RiffReporter – die Genossenschaft für freien Journalismus eG ist eine journalistische Genossenschaft aus Deutschland. Ihr Ziel ist nach eigenen Angaben, Qualitätsjournalismus zu bieten und freiberuflich arbeitende Journalisten zu stärken. Hierzu unterhält die Genossenschaft unter der Adresse riffreporter.de ein Online-Magazin, auf dem journalistische Mitglieder Projekte, Artikel, Podcasts, Newsletter und andere Beiträge veröffentlichen und direkt an Leser verkaufen können. Zudem können „Publisher“ über einen „Marketplace“ Beiträge für das eigene Angebot suchen und Nutzungsrechte erwerben. Die Genossenschaft vermittelt ihre Mitglieder auch für Vorträge, Moderationen und Workshops und bietet eigene Veranstaltungsreihen, zum Beispiel in Kooperation mit Bibliotheken. Zudem organisiert RiffReporter stiftungsgeförderte Recherchen. Sitz der Genossenschaft ist Bremen.

## Geschichte
RiffReporter entstand als Idee der freien Journalisten Tanja Krämer und Christian Schwägerl. Zum Gründungsteam gehörten des Weiteren die Journalisten Uwe H. Martin und Maximilian Steinbeis sowie der Designer und Programmierer Sebastian Brink. Die RiffReporter-Plattform ging im November 2016 mit einer Alpha-Version online. Konzept und Website wurden erstmals auf der Wissenswerte-Konferenz in Bremen präsentiert. Im Januar 2017 erfolgte die Gründung der RiffReporter-Genossenschaft in Berlin, die im Oktober 2017 beim Amtsgericht Charlottenburg als “RiffReporter – die Genossenschaft für freien Journalismus eG” eingetragen wurde. Im Februar 2018 ging die Beta-Version des Magazins online. Vorstände der Genossenschaft sind Christiane Schulzki-Haddouti und Stefan Johannesberg. Johannesberg folgte auf Christian Schwägerl, der im Jahr 2022 sein Amt als Vorstand niederlegte und nun als Autor bei RiffReporter publiziert. Schulzki-Haddouti folgte im Jahr 2024 auf Tanja Krämer. Ein Aufsichtsrat überwacht die Arbeit des Vorstandes. Im Juni 2018 hatte die Genossenschaft rund 70 journalistische Mitglieder, im Jahr 2024 rund 120 journalistische Mitglieder.

## Angebot
Das Konzept von RiffReporter ist die Publikation eines gemeinsamen Online-Magazins. Dabei arbeiten fluide Recherche-Kollektive aus journalistischen Mitgliedern zu unterschiedlichen Themen. Eine Chefredaktion gibt es nicht, wohl aber interne Kontroll-Instanzen zur Qualitätssicherung. Finanziert wird das Angebot durch Abos oder Einzelkäufe von Artikeln. Schwerpunkte des Online-Magazins sind Umwelt, Wissenschaft, Klimawandel und Medizin, hier insbesondere die Berichterstattung über SARS-CoV-2, Long-Covid und andere postvirale Erkrankungen.
In einer frühen Phase funktionierte die Publikation bei RiffReporter in einer teils dezentralen Form. Es gab eigenständige Autoren-Projekte, die mit verschiedenen Bezahlmodellen experimentierten. Zusätzlich wurde ein Gesamtabo angeboten. Diese Methodik wurde zugunsten des Gesamt-Abos 2022 eingestellt.
Die RiffReporter-Autoren verpflichten sich zu einem journalistischen Kodex, Verstöße gegen diesen können einem Ethikrat gemeldet und von diesem sanktioniert werden. Für ihre journalistischen Mitglieder erbringt die Genossenschaft diverse Dienstleistungen, etwa die Bereitstellung eines Content-Management-Systems zum eigenständigen Publizieren, die Abwicklung der Bezahlvorgänge und Ausschüttung der Einnahmen sowie Weiterbildungen im Bereich Marketing und Projektentwicklung.
Nicht alle Artikel sind kostenpflichtig, manche werden kostenfrei angeboten.

## Finanzierung
Die RiffReporter-Genossenschaft finanziert sich nach eigenen Angaben über eine Beteiligung an den Einnahmen der journalistischen Mitglieder. Den Aufbau der journalistischen Infrastruktur finanziert die Genossenschaft nach eigenen Angaben durch die Aufnahme von Genossenschaftsmitgliedern sowie Förderungen. Zu den Förderern gehören oder gehörten Schweizer Demokratie Stiftung, Schöpflin Stiftung, GLS-Treuhand e. V., Medieninnovationszentrum Babelsberg, Digital News Initiative, Nordmedia. Neben journalistischen Mitgliedern können auch investierende Mitglieder in die Genossenschaft aufgenommen werden. Diese haben kein Stimmrecht. Investierendes Mitglied kann jede Person werden, die ab einer bestimmten Anzahl von Anteilen ein freies Förderabonnement erhält.

## Projekte
Seit 2017 hat die RiffReporter-Genossenschaft zahlreiche Recherche-Projekte gestartet und veröffentlicht, die von Stiftungen und Institutionen gefördert wurden. Sie decken u. a. Themen wie Biodiversität, Artensterben oder Covid-19-Pandemie ab, präsentiert aber auch innovative Wege für die Recherche, das Storytelling oder den Dialog mit dem Publikum. Beispiele für solche Projekte sind:
- Katzen gegen Vögel[13]
- Deine XR-Reporterin[14]
- Lessons from Africa[15]
- Zukunft Mittelmeer[16]
- Zukunft Nordsee und Ostsee[17]
- Countdown Earth[18]
- Countdown Natur[19]

## Auszeichnungen/Nominierungen
Die Genossenschaft und ihre Mitglieder wurden mit mehreren Preisen ausgezeichnet:

### Genossenschaft

#### Auszeichnungen
- Umweltmedienpreis 2021 der Deutschen Umwelthilfe[20], Kategorie Online,
- Grimme Online Award 2018 in der Kategorie Wissen und Bildung.[21]
- „Wissenschaftsjournalisten des Jahres 2017“ des Medium Magazins[22]
- Netzwende-Award 2017[23] von VOCER in Kooperation mit der August-Schwingenstein-Stiftung, der Rudolf-Augstein-Stiftung und ZEIT-Stiftung Ebelin und Gerd Bucerius

### Autorinnen/Autoren

#### Auszeichnungen
- BIGSAS Journalist Award 2024[24], Universität Bayreuth, für den Artikel Wie ein Start-Up im Senegal regionalen Baby-Brei herstellt und mit Social Media vertreibt, Autorin: Ruona Meyer
- BIGSAS Journalist Award 2024[24], Universität Bayreuth, für den Artikel Ed-Tech in Ghana: Mobiles Computerlabor und eine App erhöhen Chancengleichheit an Schulen, Autorin: Bettina Rühl
- Constructive World Award 2024[25], Kategorie Innovative Infrastructure, für den Artikel Lasst die Bäche frei fließen, damit das Wasser im Land bleibt!, Autorin: Johanna Romberg
- Österreichischer Zeitschriftenpreis 2022[26] des ÖZV, Kategorie Wissenschaft, Technik, Forschung für den Artikel Schmerzen, Schwindel, Übelkeit: Was hinter rätselhaften Symptomen stecken kann, Autorin: Ruth Eisenreich
- Otto Brenner Preis 2020[27], Otto Brenner Stiftung, 2. Platz für den Artikel Streeck, Laschet, StoryMachine: Schnelle Daten, pünktlich geliefert, Autoren: Christian Schwägerl, Joachim Budde

#### Nominierungen
- Constructive World Award 2024[28], Kategorie Universal Empowerment, für den Artikel Preiswertes Internet für alle: Ein Dorf in Südafrika springt über die digitale Kluft, Autorin: Leonie March
- Neumarkter Lammsbräu Preis für Nachhaltigkeit 2024[29], für das Rechercheprojekt Countdown Earth, mehrere Autorinnen und Autoren
- Georg von Holtzbrinck Preis für Wissenschaftsjournalismus 2022 , für den Artikel Der Mekong in Kambodscha – ein ökologischer Reisebericht, Autor: Andreas von Bubnoff
- Theodor-Wolff-Preis 2022[30], Bundesverband Digitalpublisher und Zeitungsverleger, für den Artikel Der Corman-Drosten-Test war eine Meisterleistung, Autoren: Marcus Anhäuser, Joachim Budde
- Neumarkter Lammsbräu Preis für Nachhaltigkeit 2020[31], für das Recherchekollektiv (vormals Koralle) KlimaSocial, Autoren/Autorinnen: Christopher Schrader, Christiane Schulzki-Haddouti, Alexander Mäder, Daniela Becker
- Georg-von-Holtzbrinck-Preis für Wissenschaftsjournalismus 2017[32], Autor: Andreas von Bubnoff